# Ragnwi Marcelind
Ragnwi Birgitta Marcelind, född 7 juni 1953 i Norrbyås församling i Örebro län, död 3 december 2021 i Stala distrikt i Västra Götalands län, var en svensk politiker (kristdemokrat) som var riksdagsledamot 1998–2006 och statssekreterare vid Socialdepartementet 2006–2014.
Marcelind arbetade inom barnomsorgen och missbruksvården innan hon blev heltidspolitiker. Hon var ledamot i kommunfullmäktige i Gävle kommun 1991–1994, ledamot i Gävleborgs läns landsting 1994–1998 och riksdagsledamot 1998–2006, invald i Gävleborgs läns valkrets.
Hon var ledamot av Nordiska rådets svenska delegation under 1998–2002 (och därefter suppleant fram till 2003), ledamot av justitieutskottet 1998–2004, suppleant i näringsutskottet 2003–2004 och ordförande i bostadsutskottet 2004–2006. Under 2006–2007 var Marcelind ordförande i Alkoholkommittén, en statlig svensk kommitté som tillsattes i mars 2001 för att samordna insatserna mot alkoholens skadeverkningar. Under 2006–2010 var hon även ordförande i Allmänna Arvsfonden och var fram till 2014 ordförande i Arvsfondsdelegationen.
Under 2006–2014 var Marcelind statssekreterare hos dåvarande äldre- och folkhälsominister, och senare barn- och äldreminister, Maria Larsson och ledamot av kristdemokraternas partistyrelse och från 2007 arbetade hon även som ordförande i Nationella ANDT-rådet, (alkohol, narkotika, dopning och tobaksområdet).